# Calomys callosus
Calomys callosus е вид бозайник от семейство Хомякови (Cricetidae).

## Разпространение
Видът е разпространен в Аржентина, Боливия, Бразилия и Парагвай.